# Праистория
Праистория (етимологията на думата идва от латинското præ – преди и гръцкото ιστορία – история), първобитно общество (доисторическо общество), предистория е термин, използван да опише периода преди появата на писмеността, влязъл в употреба през XIX век..
Датира от възникването на Вселената (преди около 14 млрд. г.), но понятието най-често се използва, за да опише периода, когато вече има живот на Земята, а още по-определено от появата на пещерния (праисторически) човек или древния човек до появата на писмеността. С появата на писмеността започва историческият период от развитието на човечеството. Обикновено се доуточнява долната граница на доисторическия период, например, доисторическата маймуна от миоцена (преди 23 – 5,5 млн.г.) или Homo sapiens от средния палеолит (преди 300 – 30 хил. г.). Информация за този период дават археологията, етнологията, палеонтологията, биологията, геологията, антропологията, палеоантропологията, археоастрономията и палинологията.
Писмеността се появява в различно време при отделните народи, затова и терминът доисторически или не се използва в описанието на много култури, или границите им не съвпадат с тези на човечеството като цяло. В частност се употребява терминът протоистория за определяне на крайния стадий на доисторическата епоха за дадена култура, когато самата култура още не е създала своя писменост, но вече е упомената в писмените паметници на други народи. Всички термини свързани с периодизацията на праисторията, например неандерталец или желязна епоха са ретроспективни и в значителна степен условни, а тяхното точно определяне е предмет на обсъждане.
В марксистката литература се среща понятието първобитно-общинен строй, с което се обозначава първата обществено-икономическа формация, в която всички членове на обществото имат еднакво отношение към средствата за производство и равен достъп до обществените блага. За разлика от следващите обществено-икономически формации, през първобитно-общинния строй отсъства частна собственост.

## Периоди на развитие

### Каменна епоха
Каменната ера е най-старият културно-исторически период в развитието на човечеството, когато основните оръдия на труда и оръжията са изработвани от камък, макар по същото време да са употребявани и дърво, рог и кост. В края на каменната ера се разпространява използването и на глинени съдове.
Каменните оръдия се изработват от различни видове камък. Така например кремък и плочник са използвани за режещи инструменти, а базалт и пясъчник за работни инструменти, например воденичните камъни. Към края на каменния период са опитомени някои диви животни и започва експлоатацията на медна руда за добиване на метал.
Периодизация на каменната епоха:
- Палеолит:
  - Ранен палеолит – период на появата на най-древните видове хора и широкото разпространение на Хомо еректус.
  - Среден палеолит – период на изместването на Хомо еректус от еволюционно по-напредналите видове, включително и съвременните хора. В Европа през средния палеолит доминират неандерталците.
  - Късен палеолит – период на господството на съвременния вид хора по цялото земно кълбо в епохата на последния ледников период.
- Мезолит и епипалеолит – терминологията зависи от това доколко изчезването на мегафауната в резултат на топенето на ледниците засяга дадения регион. Периодът се характеризира с развитието на техниката за производство на каменни оръдия на труда. Керамиката отсъства.
- Неолит – епоха на появата на земеделието. Оръдията на труда и оръжията все още са каменни, но производството им е доведено до съвършенство, широко се разпространява керамиката.

#### Палеолит
Това е най-ранният, най-дългият и най-неясният период от човешката история, тъй като тогава обществата са без писменост и информация за периода се черпи предимно и основно от веществени исторически извори, свързани с материалното им развитие. За палеолита са характерни следните изкопаеми форми на изчезнали човешки видове – Homo habilis, Homo erectus (представителите на този вид вече са използвали огъня), неандерталския човек и кроманьонския човек. Възникват новите оръдия на труда, изработени са от твърд кремък, което позволява чрез разцепването му да се получат много фини остриета или ръбове.
По време на късния палеолит е и последният ледников период и появата на съвременния човек. В края на палеолита са създадени и първите произведения на изкуството, както и религията с духовни и религиозни обреди, като например заравяне на мъртвите.
Последните етапи от еволюцията на човека не са добре изследвани. Неизвестно е кой е предшественикът на Homo rhodesiensis, най-вероятният предшественик на съвременния човек. Много палеоантрополози считат, че този вид е същият като Homo heidelbergensis, от който произхождат неандерталците. Счита се също така, че и двата вида са подвидове на Homo erectus.

#### Мезолит
Мезолитът започва в Средна Европа около 9600 г. пр.н.е. Краят му е от около 5800 г. пр.н.е. в южна Средна Европа и от около 4300 г. пр.н.е. в Североизточноморската територия. Характеризира се с привършване на ледниковия период и климат, подобен на сегашния, благоприятен за животински и растителни видове. Появява се членоразделната реч, общите норми на поведение, усъвършенстват се уменията и се натрупват нови знания за заобикалящата среда. От този период са намерени много скални рисунки в пещери. Появяват се първите признаци на обезлесяване с цел земеделие.

#### Неолит
Новокаменната епоха или неолит е последната част от каменната епоха (по българските земи от 6000 до 4000 г. пр.н.е.). Името е измислено от Джон Лъбок през 1865 г. като усъвършенстване на трипериодната система. Тя следва плейстоцена и ранните години на холоценската мезолитна култура, като започва със земеделието и свършва когато металните инструменти стават широко разпространени през каменно-медната, бронзовата или желязната епоха в зависимост от географския район. Новокаменната епоха не представлява точно определен хронологичен период, а се отнася до най-ранните фази на заседнал живот и земеделие във всеки отделен регион.
Новокаменната епоха се свързва с група специфични поведенчески и културни характеристики, включващи отглеждането на културни растения и използването на питомни животни, наречени неолитна революция. От 10 000 до 8000 г. пр.н.е. те са ограничени до прости земеделски култури (диви и питомни) и до отглеждането на кози и овце, но към 7000 г. пр.н.е. включват и домашни животни (крави, прасета), постоянни и наколни селища и грънчарство. Развитието на тези умения отново не е еднородно и се различава в различните региони. Японските общества например познават грънчарството още през среднокаменната епоха.

### Медна епоха
Медната епоха (наричана също халколит или енеолит) е епохата в развитието на човека, преходът между неолита и бронзовата епоха, свързан с откриването на първия метал – медта. Терминът е въведен през 1876 г. от унгарския археолог Ференц Пулски на международния археологически конгрес, уточнявайки класификацията на Томпсън, в която бронзовата епоха следва пряко каменната.
Периодът обхваща приблизително 4000 – 3000 г. пр.н.е., като на някои места продължава и до по-късно, а на други отсъства. Най-често халколитът се числи към бронзовата епоха, но понякога се счита и за отделен период. През тази епоха се разпространяват медните оръдия на труда, които, въпреки че са меки, са по-добри от предишните каменни, но каменните остават. Открити са и други метали като злато и калай.
Най-важната находка в България от халколита е Варненският халколитен некропол, където е открито най-старото обработено злато в света.

### Бронзова епоха
Бронзовата епоха е период в историята на човечеството, в който металните предмети се произвеждат предимно от бронз. Тази епоха обхваща в Близкия изток времето от 3300 г. пр.н.е. до 1200 г. пр.н.е., в Европа – от 3200 г. пр.н.е. до 600 г. пр.н.е., в Средна Европа – от 2200 г. пр.н.е. до 800 г. пр.н.е.
Тя се дели на ранна, средна и късна.
През ІІІ-ІІ хил. пр.н.е. е открит бронзът. С бронзови накрайници на дървените рала обработването на земята става много по-бързо и ефективно. С бронзовите оръжия – стрели, копия, мечове, войната и бойните изкуства също се усъвършенстват. В съперничеството за злато, земи и власт отделните племена враждуват и често воюват помежду си. През този период войната става част от човешкото ежедневие.
Краят на ІІІ хилядолетие пр.н.е. настъпва с пълното господство на бронзовата култура в почти всички обитавани земи на Евразия. В големите средища на земеделската култура окончателно се разпада родовата структура на обществото, създава се класова организация и наченки на държавност. Постепенно отпада матриархатът и се утвърждава патриархата. Бронзовият век е век на миграции за скотовъдните племена на вътрешноконтиненталните степи и високи плата. Според други промяната не се дължи на миграция, а на сезонни локални премествания на населението или предаване на нова култура от съседни територии.
Но металургията на бронза и културата на патриархално-родовите общини се появяват на места значително по-рано поради неравномерното развитие на човешките общества. Изцяло в бронзовата епоха попадат великите цивилизации на Двуречието и Египет. В тези страни класовото общество и държавата се появяват още през каменно-медната епоха. Сплавта от мед и калай е позната на различни места още през ІІІ хилядолетие пр.н.е. Още с появата си медта става важен предмет за обмен.

### Желязна епоха
Желязната епоха е период в първобитната и раннокласовата история на човечеството, характеризираща се с разпространение на обработката на желязо и изработването на различни железни предмети. Тя е последният, главен период от трите епохи, квалифицирани като предисторически общества – каменна, бронзова и желязна епохи. Нейните начални и крайни дати, както и характеристиките се различават в зависимост от географския регион. Английската желязна епоха свършва с римското завладяване.
Приемането и използването на такъв материал съвпада с други промени в обществото, включително различни земеделски практики, религиозни вярвания и художествени стилове. Терминът обозначава състояние на цивилизацията и културата на хората, които използват желязото като материал за режещи инструменти и оръжия.
Терминът „желязна епоха“ обичайно се използва за „варварските“ култури в Европа, съществуващи паралелно с цивилизациите през Античността (Древна Гърция, Древен Рим, Партското царство). От античните култури, „варварите“ се отличават с отсъствието или рядкото използване на писменост, във връзка с което сведенията за тях се събират по данни от археологията или по споменаванията им в антични източници. На територията на Европа през желязната епоха, руският изследовател Марк Щукин обособява шест „варварски“ култури:
- келти (латенска култура);
- протогерманци (основно ясторфската култура + южна Скандинавия);
- протобалтски култури на горските зони (възможно е да включват протославяни);
- протоугро-фински и протосаамски култури на северните горски зони (предимно около реки и езера);
- степни ираноезични култури – (скити, сармати и др.);
- пастирско-земеделски култури – траки, даки и гети.

## История на развитие на обществените отношения
Първите оръдия на труда са дялания камък и пръчката. Хората си набавят храна чрез лов на животни и събиране на плодове. Човешките общности са малки, водещи номадски живот в процеса на добиване на храна. Тези от тях, които живеят в най-благоприятни природни условия започват да живеят уседнал живот.
Важен етап от човешкото развитие е възникването на езика. Хората вече са в състояние да изразят по-сложни абстрактни понятия – „камък“, „звяр“ и др. Това дава възможност поколението да се обучава не само чрез примера, но и да се планират различни жизненоважни дейности.
Като начало хората използват огъня на готово при пожар възникнал от природни стихии. С времето те се научават да го запалват когато е необходимо.
Всяка добита храна се поделя между членовете на групата. Оръдията на труда, съдовете, украшенията са се използвали от отделни индивиди, но притежателят на съответната вещ е длъжен да я поделя с всички останали. Всеки може да вземе чужда вещ и да я ползва без разрешение на притежателя (това се среща и до днес при отделни племена).
Марксистката представа на Енгелс за ранното първобитно общество съдържа предположението, че първоначалните полови отношения между хората в дадена общност са били произволни (промискуитет). Тази идея не е общопризната, още повече, че пълен промискуитет не се наблюдава даже при човекоподобните маймуни.
Така или иначе, неконтролируемите прояви на половия инстинкт, даже когато не водят до открити стълкновения между съперници, влияят върху формиращото се единство на общността. За колективния лов е нужна сплотеност между всички нейни членове. Ето защо, възниква забрана на сексуалните отношения между членовете на групата в периода преди лова, а и по време на лова. Потискането на половия инстинкт в рамките на една общност принуждава нейните членове да търсят други сексуални партньори в други общности. Започването на сексуални отношения между членове на различни общности прави възможно пълната забрана на сексуалните отношения между членовете на всяка от отделните примитивни групи (т.нар. екзогамия). Така всяка общност се превръща в род и промискуитетът е заменен от груповия дуално-родов брак. Членовете на родовете, съставляващи дуалната организация, живеят отделно. В тези условия, даден човек принадлежи през целия си живот на колектива, в който е роден, тоест на този, към когото принадлежи майката. Ето защо първите родове са на майката. Два или няколко близки рода започват да се обединяват в племена. Родовете се оглавяват от старейшина.
Естественият хранител на човека в развитието му е майката – първо тя го кърми, после поема отговорността за намирането на храна и всичко нужно. Тази храна трябва да се носи от лова на мъжете-братя на майката, принадлежащи към рода ѝ. Така започват да се оформят клетки, състоящи се от няколко братя, няколко сестри и децата на последните. Те живеят в общи жилища.
Едва тогава започват да се оформят семейства – образуване на постоянни двойки за по-дълъг или по-кратък период от време. Те се превръщат в моногамно семейство – пожизнено еднобрачие на отделни двойки.
Специалистите в днешно време считат, че по времето на палеолита и неолита – преди 20 – 50 хиляди години, социалното положение на жените и мъжете е равно, макар по-рано да се смяташе, че първоначално е господствал матриархата.
С изобретяването на лъка, ловът се усъвършенства, опитомено е кучето, което става помощник на човека в лова. Постепенно, ловът довежда до опитомяването и на други животни – появява се първобитното животновъдство. От събирачество се преминава към земеделие – от семената на дивите растения, събирани от хората и неизползвани напълно, започват да никнат посеви около жилищата. Предполага се, че земеделието първо се заражда в Предна Азия. Този преход е наречен Неолитна революция и се случва около Х-ІІІ хилядолетие пр.н.е. В резултат на това, че средствата за съществуване са все по-обезпечени, започва ръст в общата численост на населението – на границата между V и ІV хилядолетие пр.н.е. на Земята вече живеят около 80 млн. души. По-късно хората овладяват топенето на метали (отначало мед, после и желязо), което позволява да се създадат по-съвършени метални оръдия на труда.
Изменението на икономиката от чисто събирачество към производство довежда и до изменение на обществото. При земеделските племена, основен тип селище става селото, в което живее една община, която от родова се превръща в съседска. Големите общи домове остават в миналото и във всеки дом вече живее едно патриархално семейство. Собствеността върху земята е колективна – вътре в колектива отделните хора или семейства владеят участъци земя, които може да се обработват, но не бива да се предават на друг за ползване. В едни общини земеделските участъци ежегодно се преразпределят, при други преразпределението става един път на няколко години, при трети, възможно е участъците да са се раздавали за пожизнено ползване. Оръдията на труда, жилището, домашната посуда, дрехите, украшенията и домашният инвентар са частна собственост, но останки от съвместното използване продължават в някои племена и до днешно време.
Прирастът на населението при земеделците и скотовъдците като правило е по-голям, отколкото при ловците-събирачи предвид по-голямата продуктивност на произвеждащите стопанства. Съответно, техните територии могат да изхранят значително повече хора. Аграрните общини започват да запълват земите, както по-рано са ги запълвали общностите на ловците.
Важен елемент на обществената организация са мъжките съюзи. Мъжката част на общността избира вожд от редиците на мъжете, които се открояват от общата маса с лични качества, знания и богатство. Отначало такива хора имат влияние благодарение на личните си качества, а после властта на вожда започва да се предава по наследство. В резултат на тези процеси започва появата на привилегировани слоеве на обществото – вождове, жреци, а също и най-успешните в стопанската дейност. Възниква имущественото неравенство. Вождовете започват да изискват дарове от редовете на общността. Пленените във войните между племената стават роби.
Първоначално, съседните родове и племена разменят това, което им дава природата – сол, редки камъни и др. Дарове обменят както общностите като цяло, така и отделните индивиди, и това явление се нарича дарообмен. Една от неговите разновидности е немият обмен. Това налага разделение между племената на земеделците, скотовъдците и тези, които въвеждат земеделско-скотовъдните стопанства, и племената с различна икономическа ориентация, а по-късно и в рамките на самите племена. Развива се обмен на продуктите на техния труд.
Някои изследователи предполагат, че племената на ловците, неприели аграрното стопанство, започват да „ловуват“ в земеделските общини, отнемайки им храната и имуществото. Така се създава двойна система от произвеждащи общини и грабителски дружини от бивши ловци. Вождовете-предводители на ловците постепенно преминават от грабежи под формата на набези над селяните към регулярни регламентирани събирания на дан (трибут). За самозащита и защита на поданиците от набези на конкурентите, се строят укрепени градове. Последният етап на развитието на обществото преди появата на държавата, е така наречената военна демокрация.
Започват да се появяват вождествата – политически единици, включващи в себе си няколко села или общини, обединени под постоянната власт на върховен вожд. Племената започват да се обединяват в племенни съюзи, които постепенно се преобразуват в народности. Народностите нарастват с времето заради естествения прираст на населението, по-нататъшното обединение със съседни племена и завоюването на чужди земи и покоряването на други племена и народности.
В резултат на това възникват първите държави в Месопотамия, Древен Египет и Древна Индия в края на ІV – началото на ІІІ хилядолетие пр.н.е.
Редица племена продължават да живеят в родовия строй още доста продължително време. Даже понастоящем все още съществуват такива общности (виж неконтактни народи).

## Поява на религията
От гледна точка на еволюциониста и поддръжник на научния атеизъм Ричард Докинс, изложена в книгата му „Делюзията Бог“, религията представлява страничен продукт на едно социално-полезно явление, притежаващо признаци на „психически вирус“ – мема.
В марксизма се счита, че корените на религията са в реалното практическо безсилие на човека, проявяващо се в ежедневния му живот и което се изразява в това, че той не може самостоятелно да осигури успеха на своята дейност.
Съгласно концепцията за „дорелигиозния период“, в историята на човечеството съществува период, когато не е имало религиозни представи. Впоследствие, по силата на едни или други причини, у хората възникват религиозните вярвания.
През епохата на неолита възникват сложни религиозни култове. Религиозните убеждения през този период обичайно се състоят в поклонения пред Богинята-майка, Небесен отец, Слънцето и Луната като божества. Характерна за неолита е тенденцията на поклонение пред антропоморфни божества.
При първобитните племена няма специални служители на култовете. Религиозно-магическите обреди се извършват предимно от главата на родовата група от името на целия род, или от човек, който се отличава чрез лични качества с репутацията на познаващ света на духовете и боговете (знахари, шамани и др.). С развитието на социалната диференциация се отделят професионални жреци, които си присвояват изключителното право на общуване с духовете и боговете.

## Хронология
Датите са приблизителни и предполагаеми, получени чрез изследвания в областта на антропологията, археологията, генетиката, геологията или лингвистиката. Те са предмет на постоянно преразглеждане и уточняване поради нови открития или подобрени изчисления.
Ранен палеолит
- Преди около 2,5 милиона години – Доказателства за ранни човешки инструменти
- Преди около 2,4 милиона години – Родът Хомо се появява като мършояден хищник
- Преди около 600 000 години – Лов и събирачество
- Преди около 400 000 години – Контрол над огъня

Среден палеолит
- Преди около 200 000 години – Съвременният Хомо сапиенс се появява в Африка, включително и от гледна точка на липсата на значително количество косми в сравнение с другите примати.
- Преди 300 000 до 30 000 години – Мюстерска (Неандерталска) култура в Европа.[8]
- Преди около 75 000 години – Суперизригването на вулкана Тоба.[9]
- Преди 70 000 – 50 000 години – Хомо сапиенс се придвижва от Африка към Азия.[10] През следващите хилядолетия потомците им се разпространяват към южната част на Индия, Малайските острови, Австралия, Япония, Китай, Сибир, Аляска и северозападния бряг на Северна Америка. [10]
- Преди около 50 000 години – Поведенческо съвремие от този момент включително и в езика и сложното познание.
- Преди около 42 000 години – Изобретяването на облеклото.

Късен палеолит
- Преди около 32 000 години – Започва културата Ориняк в Европа.
- Преди около 30 000 години (28 000 години пр.н.е.) – Стадо северни елени е избито от хората в долината Везере в днешна Франция.[11]
- Около 28 500 години пр.н.е.) – Нова Гвинея е населена от хора от Азия или Австралия.[12]
- Преди около 28 000 – 20 000 години – Граветска култура в Европа. Изобретяването на харпуна, иглата и триона.
- Преди около 26 000 години (24 000 години пр.н.е.) – Жените използват влакна за направата на торби за бебета, дрехи, кошници и мрежи.
- Преди около 25 000 години (23 000 години пр.н.е.) – Малко селище, състоящо се от колиби, изградени от скали и от кости на мамути е основано в местност, където сега се намира Долни Вестонице в Моравия (Чехия). Това все още е най-старото постоянно човешко поселище, открито от археолозите.[13]
- Преди около 20 000 години (18 000 години пр.н.е.) – Шателперонска култура във Франция.[14]
- Преди около 16 000 години (14 000 години пр.н.е.) – Зубър, направен от глина, в пещерата, известна като Le Tuc d'Audoubert във френските Пиренеи, близо до границата с Испания.[15]
- Преди около 14 800 години (12 800 години пр.н.е.) – Започва влажен период в Северна Африка. Регионът, който по-късно ще стане Сахара е влажен и плодороден и водоносните хоризонти са пълни.[16]
- 12 000 пр. н.е. - 9500[17] пр. н.е. Създаден е храмовият комплекс Гьобекли тепе в Турция.

Мезолит
Неолит
- Около 8000 – 7000 години пр.н.е. – В Северна Месопотамия, в днешната северна част на Ирак, започва отглеждането на ечемик и пшеница. Първоначално те се използват за бира, каша и супа, евентуално за хляб.[18] В началото на земеделието по онова време се използват пръчки за садене, заменени от примитивен плуг през следващите векове.[19] Построена е кръгла каменна кула в Йерихон, запазена днес до около 8,5 метра на височина и 8,5 метра в диаметър.[20]

Халколит
- Около 3700 години пр.н.е. – В Шумер се появява клиновидното писмо и започват да се съхраняват записи. Според по-голямата част от специалистите, първата писменост в Месопотамия е инструмент, който няма голяма връзка с говоримия език.[21]
- Около 3000 години пр.н.е. – Започва строителството на Стоунхендж. Първоначално той се състои от кръгъл ров и наколен насип от 56 дървени стълба.[22]